# Jon Faddis
Jon Faddis (nacido el 24 de julio de 1953) es un trompetista de jazz americano, director, compositor y educador. Desde su primera aparición en escena es conocido por su capacidad para conseguir el sonido del icono de la trompeta Dizzy Gillespie, quién fue su mentor junto con Bill Catalano trompetista de la banda de Stan Kenton.

## Biografía
Jon Faddis nació en Oakland, California, en 1953. A los 18 años se unió a la Big Band de Lionel Hampton antes de unirse a la Orquesta de Thad Jones y Mel Lewis como trompeta solista. Después de tocar con Charles Mingus se convirtió en un músico de estudio acreditado en Nueva York, apareciendo en muchos registros de finales de los años setenta y principios de los ochenta. La distintiva trompeta de Jon puede oírse en álbumes de artistas tan dispares como Duke Ellington, the Rolling Stones, Frank Sinatra, Kool and the Gang, Luther Vandross, Quincy Jones, Billy Joel y Stanley Clarke. Su trompeta puede oírse en la banda sonora de las películas de Clint Eastwood “The Gauntlet” y “Bird”. A mediados de esa década deja los estudios de grabación para continuar su carrera de solista, grabando álbumes como Legacy, Into the Faddisphere y Hornucopia. A raíz de su crecimiento como músico y artista individual, se convierte en el director y solista de trompeta principal de la Dizzy Gillespie 70.º Cumpleaños Big Band y la Dizzy's United Nation Orchestra; de 1992 a 2002 Faddis dirigió la Carnegie Hall Jazz Band (CHJB) en el Carnegie Hall, dirigiendo más de 40 conciertos en diez años en los que presentó más de 135 músicos y más de 70 artistas invitados y estrenó obras de 35 compositores y arreglistas.
Faddis también dirigió el Dizzy Gillespie Alumni All-Stars y el Dizzy Gillespie Alumni All Stars Big Band desde su inicio hasta 2004, cuándo fue nombrado director artístico del Chicago Jazz Ensemble (CJE), basado en el Columbia College Chicago en Illinois. Faddis Dirigió el CJE desde el otoño de 2004 hasta la primavera de 2010, estrenando obras nuevas significativas, iniciando iniciativas educativas en Chicago dirigidas a las escuelas públicas que se centraron en la música de Louis Armstrong, y llevando el CJE a locales nuevos (incluyendo la primera "Made in Chicago" series de Jazz en el Pritzker Pabellón en el Parque de Milenio), mientras al mismo tiempo dirigía la Orquesta de Jazz de Jon Faddis en Nueva York (sucesora de la Carnegie Hall Jazz Band).
Desde mayo de 2010, Faddis dirige el JFJONY, mientras continúa con el Jon Faddis Quartet y el JFQ+2. El JFJONY encabezó la Kennedy Center's New Year's Eve performance, en diciembre de 2010 y también ha tocado en el Kimmel Center en Philadelphia, el Performing Arts Center en Westchester, New York, el Newport Jazz Festival, entre otros escenarios.
En 2006 el Jon Faddis Quartet publicó el CD Teranga (Koch Records, ahora E1), incluyendo como invitados a Clark Terry, Russell Malone, Gary Smulyan, y Frank Wess.
En 1999 Faddis publicó el álbum nominado a los Grammy, Remembrances (Chesky Registros), compuesto casi enteramente de baladas y obras del compositor argentino y arreglista Carlos Franzetti.
En 1997 Faddis compuso la ópera de jazz Lulu Noire, la cual fue presentada en EE. UU. en Charleston, Carolina del Sur, así como en el Festival de Teatro Musical Americano en Filadelfia.Faddis apareció en 1998 en la película Blues Brothers 2000. En la película, toca la trompeta con la Luisiana Gator Boys. 
Faddis tiene reputación internacional por su capacidad de tocar en toda la gama de sonido, particularmente en los registros más altos, de la trompeta.
Junto a su carrera de intérprete, Faddis es un educador destacado de jazz y trompeta, así como un artista de demostración para Schilke Trompetas, fabricadas en Melrose Park, Illinois. Faddis actúa con una Schilke S-42L, trompeta en oro-plata con modificaciones leves de su propio diseño; con anterioridad a esta tocaba una oro-plateada B6L, con la campana de berilio. Sus boquillas son hechas a medida por Scott Laskey, de Lombard, Illinois.
Durante más de una década, Jon Faddis ha enseñado – y continúa enseñando – en el Conservatorio de Música SUNY, en Westchester, Nueva York, donde enseña trompeta y dirige un conjunto. También dirige máster clases y talleres alrededor del mundo.
Es el tío de Madlib y Oh No, aclamados productores de hip-hop.

## Discografía

### Como líder
- 1974: Jon & Billy (Trio) with Billy Harper
- 1976: Youngblood
- 1978: Good and Plenty
- 1985: Legacy (Concord Jazz)
- 1989: Into the Faddisphere (Sony/Epic Records)
- 1991: Hornucopia (Sony/Epic Records)
- 1995: The Carnegie Hall Jazz Band (Blue Note)
- 1997: Swing Summit: Passing On The Torch
- 1997: Eastwood After Hours: Live at Carnegie Hall (Malposo Records/Warner Bros. Records)
- 1998: Remembrances (Chesky)
- 2006: Teranga (Koch Records/E1)

### Como sideman
Con George Benson
- Big Boss Band (Warner Bros., 1990)

Con Anthony Braxton
- Creative Orchestra Music 1976 (Arista, 1976)

Con Rusty Bryant
- Until It's Time for You to Go (Prestige, 1974)

Con Kenny Burrell
- Ellington Is Forever (Fantasy, 1975)

Con Michel Camilo
- One More Once

Con Hank Crawford
- I Hear a Symphony (Kudu, 1975)

Con Charles Earland
- Intensity (Prestige, 1972)
- Charles III (Prestige, 1973)
- The Dynamite Brothers (Prestige, 1973)
- Kharma (Prestige, 1974)

Con Gil Evans
- Live at the Public Theater (New York 1980) (Trio, 1981)

Con Jerry Fielding
- The Gauntlet (Soundtrack) (Warner Bros., 1977)

Con Dizzy Gillespie
- Dizzy Gillespie Jam (Pablo, 1977)
- To Diz with Love (Telarc, 1992)

Como Director de The Dizzy Gillespie Alumni All-Stars
- Dizzy’s 80th Birthday Party	(1997)
- Dizzy’s World (1999)
- Things to Come" (Telarc, 2000)

Con Grant Green

- The Main Attraction (1976)
- Easy (1978)

Con Johnny Hammond
- The Prophet (Kudu, 1972)
- Higher Ground (Kudu, 1973)

Con Billy Joel
- An Innocent Man (trumpet on "Easy Money") (Columbia, 1983)

Con Les McCann
- Another Beginning (Atlantic, 1974)

Con Jack McDuff
- The Fourth Dimension (Cadet, 1974)

Con Charles Mingus
- Charles Mingus and Friends in Concert (Columbia, 1972)

Con Blue Mitchell 

- Many Shades of Blue (Mainstream, 1974)

Con Oscar Peterson
- Oscar Peterson & Jon Faddis (Pablo Records, 1975)

Con Lalo Schifrin
- Black Widow (CTI, 1976)
- More Jazz Meets the Symphony (Atlantic, 1993)
- Firebird: Jazz Meets the Symphony No. 3 (Four Winds, 1995)
- Lalo Schifrin with WDR Big Band: Gillespiana (1996)
- Latin Jazz Suite (1999)
- Ins and Outs – Lalo Live at the Blue Note (2002)

Con Don Sebesky
- The Rape of El Morro (CTI, 1975)

Con Paul Simon
- Graceland (Warner Bros., 1986)

Con Leon Spencer
- Where I'm Coming From (Prestige, 1973)

Con Jeremy Steig
- Firefly (CTI, 1977)

Con Gábor Szabó
- Macho (Salvation, 1975)

Con Charles Tolliver
- Impact (Strata-East, 1975)

Con Steve Turre
- The Rhythm Within

Con Stanley Turrentine
- The Man with the Sad Face (Fantasy, 1976)
- Nightwings (Fantasy, 1977)

Con Cedar Walton
- Beyond Mobius (RCA, 1976)

Con Randy Weston
- Tanjah (Polydor, 1973)

Con Gerald Wilson
- New York, New Sound (Mack Avenue, 2003)
- In My Time (Mack Avenue, 2005)
- Monterey Moods (Mack Avenue, 2007)
- Detroit (Mack Avenue, 2009)

Con Tatsuro Yamashita
- Circus Town (1976)
- Pocket Music (1986)
- Boku No Naka No Syounen (1988)